# U.S. Men's Clay Court Championships 2006
L'U.S. Men's Clay Court Championships 2006 è stato un torneo di tennis giocato sulla terra rossa. È stata la 96ª edizione del U.S. Men's Clay Court Championships, che fa parte della categoria International Series nell'ambito dell'ATP Tour 2006. Si è giocato al Westside Tennis Club di Houston in Texas negli Stati Uniti dal 10 al 17 aprile 2006.

## Campioni

### Singolare
Mardy Fish ha battuto in finale  Jürgen Melzer con il punteggio di 3–6, 6–4, 6–3.

### Doppio
Michael Kohlmann /  Alexander Waske hanno battuto in finale  Julian Knowle /  Jürgen Melzer con il punteggio di 5–7, 6–4, [10–5].